# Glauc de Creta
|  | Per a altres significats, vegeu «Glauc». |

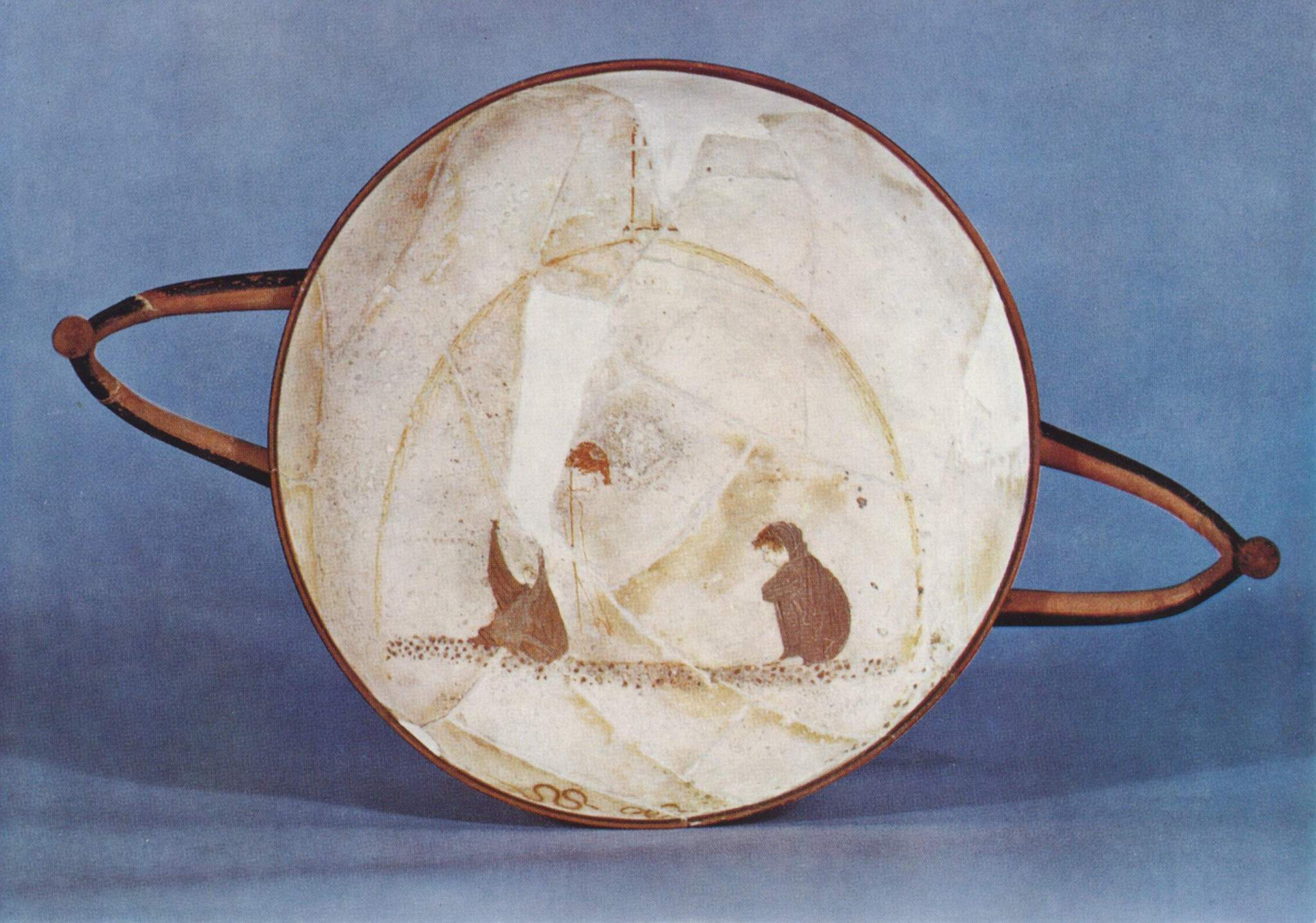
Glauc i Poliïd

Segons la mitologia grega, Glauc (en grec antic: Γλαῦκος, Glaukos) va ser un príncep cretenc, fill de Minos i de Pasífae.
De jove, estava jugant a la pilota o empaitant un ratolí quan va caure en una gerra plena de mel i va morir. Minos el va buscar molt de temps, fins que va aconseguir trobar el cadàver gràcies a l'oracle de Delfos o al mateix Apol·lo i se li va prometre que el tornaria a veure viu. Els curets van advertir Minos que només un home podria tornar la vida a Glauc, aquell que sabés descriure millor el color d'una vaca dels ramats del rei que canviava de tonalitat tres vegades al dia. Primer era blanca, cap al migdia passava a ser vermella i al vespre era absolutament negra. L'endemà repetia el canvi de colors. Minos va reunir els homes més savis de Creta i els demanà que descrivissin el color de la vaca màgica. Només un home, el corinti Poliïdos, fill de Cèran, va entendre l'oracle i va respondre que la vaca tenia el color de la móra. Aquest fruit primer és de color blanc, després es fa vermellós i al madurar és completament negre. Minos va considerar que Poliïd havia resolt l'endevinalla i el tancà amb el cadàver, ordenant-li que tornés Glauc a la vida. Poliïd va quedar astorat en veure que una serp entrava a la sala on estava i es dirigia cap el cadàver. Amb por que l'animal se'l mengés o el fes malbé, el va matar. Però va entrar una segona serp que quan va veure la seva companya morta marxà i tornà de seguida amb una herba a la boca, amb la que tocà la seva companya. La serp morta va ressuscitar, i Poliïd va aconseguir l'herba amb la que va fregar Glauc, que va tornar a la vida.
Minos però, no es va sentir completament satisfet. Va ordenar a Poliïd que abans de marxar a la seva pàtria, Corint (o potser Argos), ensenyés l'art de l'endevinació a Glauc. Així ho va fer, però al moment de sortir de l'illa, Poliïd li va fer un conjur escopint-li dins la boca, amb el qual Glauc va oblidar tot el que havia après.
Segons altres versions, no va ser Poliïd qui va ressuscitar Glauc, sinó Asclepi.